# Céronne
Pour les articles homonymes, voir Céronne (homonymie).
La Céronne est une rivière française du département de la Corrèze, affluent en rive droite de la Corrèze et sous-affluent de la Dordogne par la Vézère.

## Géographie
La Céronne prend sa source à plus de 490 mètres d'altitude en bordure de la route départementale 1120 sur la commune de Seilhac, un kilomètre au sud-ouest du bourg, à l'ouest du lieu-dit Bellevue.
Elle traverse la commune de Naves puis reçoit en rive droite son principal affluent, le ruisseau de Chaunac. Elle se jette dans la Corrèze en rive droite, vers 210 mètres d'altitude, à Tulle, au niveau de l'ancienne manufacture d'armes. Cette dernière a bénéficié de la qualité des eaux de la Céronne qui rendaient le métal plus résistant.
L'ancienne ligne de chemin de fer d'Uzerche à Tulle empruntait la vallée de la Céronne depuis Seilhac. C'est pourquoi, aux abords de Tulle, on retrouve le tracé de l'ancienne ligne avec tous les viaducs et tunnels d'origine.
La Céronne est longue de 14,5 km  pour un bassin versant de 46 km2,  entièrement inclus dans le département de la Corrèze.

### Affluents
Parmi les onze affluents de la Céronne répertoriés par le Sandre, le plus long est le ruisseau de Chaunac en rive droite.

### Département et communes traversés
À l'intérieur du département de la Corrèze, la Céronne n'arrose que trois communes,, soit d'amont vers l'aval :
- Seilhac (source)
- Naves
- Tulle  (confluent avec la Corrèze)